# Payson (Utah)
Payson és una població dels Estats Units a l'estat de Utah. Segons el cens del 2000 tenia 12.716 habitants.

## Demografia
Segons el cens del 2000, Payson tenia 12.716 habitants, 3.654 habitatges, i 3.058 famílies. La densitat de població era de 723,1 habitants per km².
Dels 3.654 habitatges en un 51,8% hi vivien nens de menys de 18 anys, en un 70,8% hi vivien parelles casades, en un 9,6% dones solteres, i en un 16,3% no eren unitats familiars. En el 14,3% dels habitatges hi vivien persones soles el 6,8% de les quals corresponia a persones de 65 anys o més que vivien soles. El nombre mitjà de persones vivint en cada habitatge era de 3,47 i el nombre mitjà de persones que vivien en cada família era de 3,87.
Per edats la població es repartia de la següent manera: un 38,3% tenia menys de 18 anys, un 12,8% entre 18 i 24, un 26% entre 25 i 44, un 14,8% de 45 a 60 i un 8,2% 65 anys o més.
L'edat mediana era de 24 anys. Per cada 100 dones de 18 o més anys hi havia 96,7 homes.
La renda mediana per habitatge era de 43.539 $ i la renda mediana per família de 47.491 $. Els homes tenien una renda mediana de 32.244 $ mentre que les dones 20.869 $. La renda per capita de la població era de 14.588 $. Entorn del 7% de les famílies i el 7,3% de la població estaven per davall del llindar de pobresa.

## Poblacions més properes
El següent diagrama mostra les poblacions més properes.